# Зарема
Зарема Халілова (англ. Zarema Halilova) — американська співачка кримсько-татарського походження, автор пісень та актриса. Народилася в той час, як етнічні кримські татари були в депортації в Узбекистані, будучи вигнані зі своїх рідних земель на Кримському півострові в Чорному морі в рамках етнічної чистки СРСР (згодом визнаної урядом України в листопаді 2015 роки як геноцид). Лише 1989 року, після падіння СРСР, кримським татарам було дозволено повернутися на батьківщину до Криму. 
Закінчивши ступінь бакалавра з акторської майстерності для драматичного театру та кіно в Національному університеті театру, кіно і телебачення в Києві, Україна, Зарема написала багато пісень турецькою мовою та  2007 році вона підписала контракт на звукозапис із Sony BMG Music Entertainment Turkey [Архівовано 29 липня 2020 у Wayback Machine.] та переїхала до Стамбула на один рік. Там вона випустила свій однойменний дебютний альбом з турецької мови, який продовжував досягати критики   по всій Європі. Її музичне відео "Атак" [Архівовано 11 серпня 2020 у Wayback Machine.] досягло статусу музичного відео номер один на багатьох телевізійних каналах Туреччини  включаючи Kral TV, Genç TV, MTV, телевізор номер один та Viva! Телебачення і було першим відео в Туреччині, яке перевищило 400 000 переглядів на Youtube.com.   
Наприкінці 2008 року Зарема переїхала до Лос-Анджелеса, штат Каліфорнія  а в 2012 році стала громадянкой США.  Вона написала багато пісень англійською мовою, ряд з яких привернув значну увагу в на багатьох американських радіостанціях. 
Маючи ступінь театру та кіно, Зарема також продовжила акторську кар'єру в США, закінчивши акторську майстерність Стелли Адлер [Архівовано 26 квітня 2020 у Wayback Machine.] у Голлівуді та навчаючись у різних авторитетних акторських тренерів. Вона стала членом Американської федерації артистів телебачення і радіо (AFTRA) у 2009 році, а в 2010 році - членом Гільдії кіноакторів (SAG, тепер SAG-AFTRA). 
Володіючи російською, турецькою, українською, кримськотатарською та англійською мовами, Зарема була затребувана для своєї багатомовної озвучувальної роботи, виступаючи у численних популярних фільмах та телевізійних шоу в Голлівуді.

## Раннє життя
Проводячи своє раннє дитинство в Узбекистані, Зарема була оточена музичною родиною. Всі її бабусі та дідусі були захоплені співом, як і її батько, і вони з братами йшли за цим костюмом. Сама Зарема у віці чотирьох років вирішила, що хоче стати співачкою, і співала на музичних конкурсах та шкільних виступах при кожній нагоді. 
Коли кримським татарам дозволили повернутися з депортації, родина Зареми переїхала на свою національну батьківщину Крим у Чорне море, і саме там вона написала свої перші тексти та пісні  кримськотатарською мовою . На той момент, коли Заремі було вісім років, вона почала вивчати фортепіано, і з 9 років, поки не закінчила середню школу, вона вивчала фортепіано, скрипку, сольфеджіо та хор. 
Багато текстів її пісень були натхнені мученою кримськотатарською історією, її патріотизмом та сильною прихильністю до її культурної батьківщини Криму. Протягом декількох років Зарема був заручений для читання її лірики на щорічній пам’ятній церемонії на могилі легендарного кримськотатарського поета Ешрефа Шемі-деде  який у 1978 році був закладений на відпочинок на кладовищі поблизу рідного міста. 
У віці 10 років Зарема дала своє перше радіоінтерв'ю, а в 11 років вона подала частину своїх текстів кримській газеті "Къырым". Пісні її пізніше були опубліковані у різних інших кримських газетах та журналах. 
Протягом свого дитинства Зарема виступала у ратуші у своєму рідному місті як співачка гурту, як для рутинних виступів, так і для свят та особливих випадків. Також вона часто організовувала та виробляла музичні виступи в околицях. 
У 13 років Зарема зняла своє перше відео з оригінальної пісні «Ай-даг», і це було відтворено на кримському телеканалі Крим (Національне телебачення і радіо) . 
Зарема брав участь у регіональних та національних музичних конкурсах та фестивалях до 15 років  і, будучи дорослим, Зарема переїхав до Києва, в Україну, щоб відвідувати університет. Пізніше її запросили назад в «Артек», щоб заспівати свою оригінальну музику, виступаючи перед Президентом України Леонідом Кучмою .

## Освіта та кар'єра
Зарема відвідувала Національний університет театру, кіно і телебачення в Києві, Україна, де навчалася акторській майстерності для драматичного театру та кіно, закінчивши ступінь бакалавра. 
Наступного року Зарема познайомився з відомим українським музичним продюсером Михайлом Некрасовим і співпрацював з ним для співавтор написання пісень "Саваш" та "Хоп Сойла". Написані турецькою мовою, обидві ці пісні отримали високу оцінку  та широко звучали на радіостанціях,   музичних каналах та нічних клубах у багатьох країнах Європи, Азії, Канади та Ізраїлю.  Вона виступала в прямому ефірі на різних радіостанціях і телепрограмах. 
Успіх "Savash" і "Hop Soyle" привернув увагу Sony BMG Music Entertainment Turkey, і вона врешті підписала контракт із звукозаписом на Sony, щоб записати свій дебютний турецький альбом. Написавши власну музику та тексти, Зарема співпрацював з легендарним турецьким продюсером Озаном Чолакогълу  та його виробничою компанією Сарі Ев (Жовтий дім), а також Мустафою Чечелі та іншими відомими турецькими продюсерами  створити та просувати її одноназваний дебютний альбом. 
Зарема зняв музичний ролик на Atak [Архівовано 11 серпня 2020 у Wayback Machine.], одну з пісень з альбому, в Києві з відомим українським відео-режисером Аланом Бадоєвим . Відео було широко переглянуто, і Зарема стапершим в Туреччині художником, який перевищив 400 000 переглядів на Youtube. У 2008 році її відео стало відео першим на всіх найпопулярніших музичних каналах Туреччини, включаючи Kral, Genc TV, Viva TV, TV One Number та Dream TV. 
Музика Зареми здобула значну медіаувагу, і вона демонструвалася у численних газетах [Архівовано 29 липня 2020 у Wayback Machine.] та журналах, з'являючись на обкладинках багатьох, включаючи Хуррієт, Мілліет, Сабах, Ватан, Таквім та інші. 
Просуваючи свій альбом, Зарема виступала з концертами у багатьох відомих майданчиках світу, виступаючи перед 10 000 глядачів у Баку,   Азербайджані та 20 000 на московському стадіоні Олімпійський . 
Після гастролей, щоб просувати свій альбом із Sony Music Turkey, Зарема переїхала до Лос-Анджелеса [29], Каліфорнія, і почала новий етап свого життя. Там вона навчилася розмовляти англійською і в 2012 році стала громадянином США. 
Будучи підготовленою університетом актрисою, Зарема розпочав акторську кар'єру в Лос-Анджелесі, закінчивши акторську майстерність Стелли Адлер у Голлівуді та навчаючись у різних авторитетних акторських тренерів. Вона стала членом Американської федерації артистів телебачення і радіо (AFTRA) у 2009 році, а в 2010 році - членом Гільдії кіноакторів (SAG, тепер SAG-AFTRA). 
Володіючи російською, турецькою, українською, кримськотатарською та англійською мовами, Зарема була затребувана для своєї багатомовної роботи над голосом, виступаючи у численних популярних фільмах та телевізійних шоу, зокрема " Пані секретар ", " МакГівер ", " Ангели Чарлі "," 6 підпільників "," Батьківщина "," Злочинний розум "," Замок "," Кіфар "," Стрілка "," Уейн "," Приховані справи "," Найчорніша година "," Легенди завтра ", " Джек Райан ", " Хоробрий ", " Взятий " та " Віскі-кавалер ". 
Поряд із продовженням своєї акторської кар'єри в США, Зарема також написав багато пісень англійською мовою, ряд з яких привернув значну увагу в онлайн-музичних басейнах і грав на багатьох американських радіостанціях. 

## Ніч мого життя
У 2018 році «Зарема» записала та випустила нову пісню англійською мовою «Night Of My Life»,   створив та співавтор продюсер RedOne отримавщый кілька премій «Греммі». Зарема надыхнулась співпрацю з RedOne своєю мандрівкою від скромних початків у Марокко до його музичного дебюту у Швеції, а потім його метеоритного підйому в США, з його відомими хітовими піснями, як "Просто танець", "Обличчя покеру", "Поганий роман" ", і" Алехандро "для Леді Гаги ," На підлозі "для Дженніфер Лопес і Пітбулл ," Дощ над мною "для Марка Ентоні та Пітбулла," C'est la Vie "для Халеда і" Мені подобається "для Енріке Іглесіази . Мелодію до "Night Of My Life" написали RedOne та Зарема, а тексти пісень написали Зарема та Джон Ентоні Рассел. "Night Of My Life" вийшов у багатьох країнах Ротоном Музикою   Румунії та Dogan Music    Туреччини. 